# Dictyophara minuta
Dictyophara minuta är en insektsart som beskrevs av Victor Lallemand 1935. Dictyophara minuta ingår i släktet Dictyophara och familjen Dictyopharidae. Inga underarter finns listade i Catalogue of Life.